# اسنوراس
اسنوراس (انگلیسی: Snoras) شرکت خدمات مالی و بانکداری لیتوانیایی است، که در سال ۱۹۹۲ تأسیس شد. این بانک دارای شعبه در کشورهای لیتوانی، لتونی و استونی است.